# Station Paczyna
Station Paczyna is een spoorwegstation in de Poolse plaats Paczyna.